# Verenigd Koninkrijk op het Eurovisiesongfestival 1980
Het Verenigd Koninkrijk deed in 1980 voor de drieëntwintigste keer mee aan het Eurovisiesongfestival. De groep Prima Donna
was gekozen door de BBC door een nationale finale om het land te vertegenwoordigen.

## Nationale voorselectie
Onder de titel A Song for Europe 1980 hield het Verenigd Koninkrijk een nationale finale om de artiest en het lied te selecteren voor het Eurovisiesongfestival 1980. De nationale finale werd gehouden op 26 maart 1980 en werd gepresenteerd door Terry Wogan.
De winnaar werd gekozen door veertien regionale jury's.
Na de eerste stemronde bleken 2 liedjes hetzelfde aantal punten gehaald te hebben. Daarop werd er beslist dat de jury's hun favoriet moesten kiezen tussen die 2, waarna Prima Donna uiteindelijk won.
| Volgorde | Lied                         | Componist                                                    | Artiest           | Punten | Plaats |
| -------- | ---------------------------- | ------------------------------------------------------------ | ----------------- | ------ | ------ |
| 01       | "Don't Throw Your Love Away" | Peter Morris                                                 | Scramble          | 97     | 6de    |
| 02       | "Happy Everything"           | Geoff Stephens & Don Black                                   | Maggie Moone      | 131    | =1ste  |
| 03       | "Here We'll Stay"            | Colin Stewart, Alan Stewart, Paul Stewart and Robert Freeman | Plain Sailing     | 111    | =4de   |
| 04       | "Here We'll Stay"            | Tony Colton & Jean Roussell                                  | Sonja Jones       | 56     | 11de   |
| 05       | "Love Enough for Two"        | Stephanie de Sykes & Stuart Slater                           | Prima Donna       | 131    | =1ste  |
| 06       | "Symphony for You"           | Johnny Goodison & Keith Mansfield                            | Jacqui Scott      | 67     | 8ste   |
| 07       | "Love is Alive"              | Paul Curtis                                                  | Duke and the Aces | 94     | 7de    |
| 08       | "Everything's All Right"     | Roy Winston                                                  | Roy Winston       | 58     | 10de   |
| 09       | "Love Comes Love Grows"      | Gary Sulsh & Stuart Leathwood                                | Midnite           | 62     | 9de    |
| 10       | "Gonna Do My Best"           | Terry Bradford                                               | The Main Event    | 45     | 12de   |
| 11       | "I Want to Be Me"            | Mick Flynn & Mark Stevens                                    | Pussyfoot         | 111    | =4de   |
| 12       | "Surrender"                  | Richard Gillinson                                            | Kim Clark         | 129    | 3de    |

## In Den Haag
In de Nederlandse stad Den Haag moest het Verenigd Koninkrijk aantreden als 13de, net na Duitsland en voor Portugal.
Op het einde van de puntentelling bleek dat ze op een derde plaats waren geëindigd met 106 punten.
Men ontving 1 keer het maximum van de punten.
Van Nederland ontvingen ze zeven punten en van België zes.

### Gekregen punten

#### Finale
| 12 punten             | 10 punten                  | 8 punten                       | 7 punten                            | 6 punten           |
| --------------------- | -------------------------- | ------------------------------ | ----------------------------------- | ------------------ |
| - Zweden              | - Denemarken - Zwitserland | - Luxemburg - Marokko - Spanje | - Nederland - Oostenrijk - Portugal | - België - Ierland |
| 5 punten              | 4 punten                   | 3 punten                       | 2 punten                            | 1 punt             |
| - Frankrijk - Turkije | - Finland                  | - Duitsland                    |                                     |                    |

### Punten gegeven door Verenigd Koninkrijk

#### Finale
Punten gegeven in de finale:
| 12 punten | Ierland     |
| 10 punten | Duitsland   |
| 8 punten  | Luxemburg   |
| 7 punten  | Zwitserland |
| 6 punten  | Oostenrijk  |
| 5 punten  | Frankrijk   |
| 4 punten  | Italië      |
| 3 punten  | Griekenland |
| 2 punten  | Nederland   |
| 1 punt    | België      |

1957 · 1958 · 1959 · 1960 · 1961 · 1962 · 1963 · 1964 · 1965 · 1966 · 1967 · 1968 · 1969 · 1970 · 1971 · 1972 · 1973 · 1974 · 1975 · 1976 · 1977 · 1978 · 1979 · 1980 · 1981 · 1982 · 1983 · 1984 · 1985 · 1986 · 1987 · 1988 · 1989 · 1990 · 1991 · 1992 · 1993 · 1994 · 1995 · 1996 · 1997 · 1998 · 1999 · 2000 · 2001 · 2002 · 2003 · 2004 · 2005 · 2006 · 2007 · 2008 · 2009 · 2010 · 2011 · 2012 · 2013 · 2014 · 2015 · 2016 · 2017 · 2018 · 2019 · 2020 · 2021 · 2022 · 2023 · 2024 · 2025